# Narcondam
Narcondam è un'isola vulcanica delle Isole Andamane.

## Geografia
L'isola di Narcondam o Narcondum è un'isola vulcanica disabitata posizionata nel Mare delle Andamane a circa 130 km a est dell'Andaman Settentrionale, nelle Isole Andamane.
Narcondam appartiene ad un arco vulcanico la quale estensione va dal nord di  Sumatra alla Birmania. Lo stratovulcano di Narcondum si posa sul fondo oceanico profondo 1000 m e svetta con un  cono vulcanico alto 710 metri, formato prevalentemente di andesite e con tre picchi distinti. Non sono evidenti eruzioni nel periodo storico, sebbene la cima è meno densamente ricoperta di vegetazione e sia stata registrata una fuoriuscita di fango e fumo nel 2005. Questa attività sembra legata alle conseguenze del terremoto del 2004, che avrebbe provocato spostamenti di magma nelle profondità. Malgrado ciò, il vulcano è considerato ancora come dormiente dal Geological survey India.
Il clima è tropicale umido. L'isola, lunga 3 km e larga 4 km, è ricoperta di foresta umida a foglia larga tropicale, che si fa più rada in altitudine. Il litorale meridionale è costituito da alte falesie.
Sull'isola è presente soltanto un piccolo contingente di polizia di vigilanza.

## Conservazione
Dal 1977 è presente sull'isola il Narcondum Island Wildlife Sanctuary, istituito per proteggere le forme endemiche locali, tra le quali il rarissimo Bucero di Narcondam e l'Assiolo delle Andamane. Tra i mammiferi è presente una sottospecie della volpe volante variabile.